# Teucholabis (Teucholabis) gurneyana
Teucholabis (Teucholabis) gurneyana is een tweevleugelige uit de familie steltmuggen (Limoniidae). De soort komt voor in het Australaziatisch gebied.